# Vijaya Raghunatha Raya Tondaiman II
Vijaya Raghunatha Raya Tondaiman II (Pudukkottai, 1797 – Pudukkottai, 4 giugno 1825) fu Raja di Pudukkottai dal 1807 al 1825.

## Biografia

### I primi anni
Vijaya Raghunatha Raya Tondaiman nacque nel 1797 da Vijaya Raghunatha Tondaiman, Raja di Pudukkottai, e dalla sua seconda moglie, Rani Ayi Ammani Ayi Sahib Avargal a Pudukkottai e venne educato con un tutore privato. He was the elder of two sons of Vijaya Raghunatha Tondaiman who survived him.

### Il regno
Vijaya Raghunatha Raya Tondaiman ascese al trono il 1 febbraio 1807 alla morte di suo padre, Vijaya Raghunatha Tondaiman. L'amministrazione rimase comunque nelle mani di un consiglio di sovrintendenza capeggiato dal residente britannico a Tanjore, William Blackburn, sino al 1817, quando Vijaya Raghunatha Raya venne dichiarato maggiorenne.
William Blackburn ricostruì completamente l'assetto della capitale del regno con strade più larghe, case migliori e numerosi edifici pubblici. Venne inoltre costruito un nuovo palazzo reale per il raja nel 1825. Blackburn introdusse per primo la lingua marathi come linguaggio amministrativo del regno e tale rimase per i successivi anni del colonialismo inglese.
Vijaya Raghunatha Raya Tondaiman morì di una malattia misteriosa il 4 giugno 1825. Venne succeduto da suo fratello minore, Raghunatha Tondaiman II, dal momento che tutti i suoi figli gli erano premorti.

### Matrimonio e figli
Nel 1812, Vijaya Raghunatha Raya Tondaiman sposò una delle figlie di M.R.Ry. Sri Singappuli Aiyar. Si risposò in seguito con una delle figlie di Thirumalai Panrikondran. Vijaya Raghunatha Raya Tondaiman ebbe un figlio e una figlia.
- Vijaya Raghunatha Raya Tondaiman (m. 23 dicembre 1823)
- Rajkumari Rajammani Bayi Sahib